# (2091) Sampo
(2091) Sampo est un astéroïde de la ceinture principale découvert le 26 avril 1941 par l'astronome finlandais Yrjö Väisälä.
Il a été ainsi baptisé en référence à l'objet Sampo issu de la mythologique finnoise. Cet objet serait l'équivalent d'une corne d'abondance, ou d'un trésor plus ou moins doté de propriétés magiques, qui sont variables selon les différents textes antiques le mentionnant.